# 2018-as labdarúgó-világbajnokság-selejtező (UEFA – H csoport)
A 2018-as labdarúgó-világbajnokság európai selejtező, H csoportjának eredményeit tartalmazó lapja. A csoport sorsolását 2015. július 25-én tartották Szentpéterváron. A csoportban a csapatok körmérkőzéses, oda-visszavágós rendszerben játszanak egymással. A csoportelső automatikus résztvevője a világbajnokságnak, a csoport második helyezettje a pótselejtezőn vett részt.
A csoportban Belgium, Bosznia-Hercegovina, Görögország, Észtország, Ciprus és Gibraltár szerepelt. Gibraltár 2016. május 13-án lett FIFA-tag, ezt követően június 9-én adták hozzá a csoporthoz. Belgium kijutott a világbajnokságra, Görögország pótselejtezőt játszott.

## Tabella
| Hely. | Csapat              | M  | Gy | D | V  | G+ | G– | Gk  | P  | Továbbjutás                         |     | Belgium | Görögország | Bosznia-Hercegovina | Észtország | Ciprusi Köztársaság | Gibraltár (brit tengerentúli terület) |
| ----- | ------------------- | -- | -- | - | -- | -- | -- | --- | -- | ----------------------------------- | --- | ------- | ----------- | ------------------- | ---------- | ------------------- | ------------------------------------- |
| 1.    | Belgium             | 10 | 9  | 1 | 0  | 43 | 6  | +37 | 28 | Kijutott a 2018-as világbajnokságra |     | —       | 1–1         | 4–0                 | 8–1        | 4–0                 | 9–0                                   |
| 2.    | Görögország         | 10 | 5  | 4 | 1  | 17 | 6  | +11 | 19 | Pótselejtező                        |     | 1–2     | —           | 1–1                 | 0–0        | 2–0                 | 4–0                                   |
| 3.    | Bosznia-Hercegovina | 10 | 5  | 2 | 3  | 24 | 13 | +11 | 17 |                                     |     | 3–4     | 0–0         | —                   | 5–0        | 2–0                 | 5–0                                   |
| 4.    | Észtország          | 10 | 3  | 2 | 5  | 13 | 19 | −6  | 11 |                                     | 0–2 | 0–2     | 1–2         | —                   | 1–0        | 4–0                 |                                       |
| 5.    | Ciprus              | 10 | 3  | 1 | 6  | 9  | 18 | −9  | 10 |                                     | 0–3 | 1–2     | 3–2         | 0–0                 | —          | 3–1                 |                                       |
| 6.    | Gibraltár           | 10 | 0  | 0 | 10 | 3  | 47 | −44 | 0  |                                     | 0–6 | 1–4     | 0–4         | 0–6                 | 1–2        | —                   |                                       |

## Mérkőzések
Az időpontok közép-európai idő szerint értendők.
| 2016. szeptember 6. 20:45 (20:45 UTC+2) |

| Bosznia-Hercegovina                                              | 5–0               | Észtország |
| ---------------------------------------------------------------- | ----------------- | ---------- |
| Spahić 7' 90+2' Džeko 23' (11-esből) Medunjanin 71' Ibišević 83' | (2–0) Jegyzőkönyv |            |

| Bilino Polje Stadium, Zenica Nézőszám: 8820 Játékvezető: Miroslav Zelinka (cseh) |

| 2016. szeptember 6. 20:45 (21:45 UTC+3) |

| Ciprus | 0–3               | Belgium                        |
| ------ | ----------------- | ------------------------------ |
|        | (0–1) Jegyzőkönyv | R. Lukaku 13' 61' Carrasco 81' |

| GSZP Stadium, Nicosia Nézőszám: 12 029 Játékvezető: Felix Zwayer (német) |

| 2016. szeptember 6. 20:45 (19:45 UTC+1) |

| Gibraltár  | 1–4               | Görögország                                                     |
| ---------- | ----------------- | --------------------------------------------------------------- |
| Walker 26' | (1–4) Jegyzőkönyv | Mitroglou 10' Wiseman 44' (öngól) Fortounis 45' Torosidis 45+2' |

| Estádio Algarve, Faro/Loulé (Portugália) Nézőszám: 460 Játékvezető: Jakob Kehlet (dán) |

| 2016. október 7. 20:45 (20:45 UTC+2) |

| Belgium                                                      | 4–0               | Bosznia-Hercegovina |
| ------------------------------------------------------------ | ----------------- | ------------------- |
| Spahić 26' (öngól) Hazard 29' Alderweireld 60' R. Lukaku 79' | (2–0) Jegyzőkönyv |                     |

| Baldvin király Stadion, Brüsszel Nézőszám: 42 653 Játékvezető: Martin Atkinson (angol) |

| 2016. október 7. 20:45 (21:45 UTC+3) |

| Észtország                              | 4–0               | Gibraltár |
| --------------------------------------- | ----------------- | --------- |
| Käit 47' 70' Vassiljev 52' Mošnikov 88' | (1–0) Jegyzőkönyv |           |

| A. Le Coq Arena, Tallinn Nézőszám: 4678 Játékvezető: Aleksei Eskov (orosz) |

| 2016. október 7. 20:45 (21:45 UTC+3) |

| Görögország                | 2–0               | Ciprus |
| -------------------------- | ----------------- | ------ |
| Mitroglou 12' Mantalos 42' | (2–0) Jegyzőkönyv |        |

| Karaiszkákisz Stadion, Pireusz Nézőszám: 16 512 Játékvezető: Pavel Královec (cseh) |

| 2016. október 10. 20:45 (20:45 UTC+2) |

| Bosznia-Hercegovina | 2–0               | Ciprus |
| ------------------- | ----------------- | ------ |
| Džeko 70' 81'       | (0–0) Jegyzőkönyv |        |

| Bilino Polje Stadium, Zenica Nézőszám: 8900 Játékvezető: Javier Estrada (spanyol) |

| 2016. október 10. 20:45 (21:45 UTC+3) |

| Észtország | 0–2               | Görögország                     |
| ---------- | ----------------- | ------------------------------- |
|            | (0–1) Jegyzőkönyv | Toroszídisz 2' Sztafilídisz 60' |

| A. Le Coq Arena, Tallinn Nézőszám: 4467 Játékvezető: Vad István (magyar) |

| 2016. október 10. 20:45 (19:45 UTC+1) |

| Gibraltár | 0–6               | Belgium                                                 |
| --------- | ----------------- | ------------------------------------------------------- |
|           | (0–3) Jegyzőkönyv | Benteke 1' 43' 56' Witsel 19' Mertens 51' E. Hazard 79' |

| Estádio Algarve, Faro/Loulé (Portugália) Nézőszám: 1959 Játékvezető: Paweł Raczkowski (lengyel) |

| 2016. november 13. 20:45 (21:45 UTC+2) |

| Ciprus                             | 3–1               | Gibraltár                            |
| ---------------------------------- | ----------------- | ------------------------------------ |
| Laifis 29' Sotiriou 65' Sielis 87' | (1–0) Jegyzőkönyv | Casciaro 51' Mascarenhas-Olivero 80′ |

| GSZP Stadium, Nicosia Nézőszám: 3151 Játékvezető: Aliyar Aghayev (azeri) |

| 2016. november 13. 20:45 (20:45 UTC+1) |

| Belgium                                                                                 | 8–1               | Észtország |
| --------------------------------------------------------------------------------------- | ----------------- | ---------- |
| Meunier 8' Mertens 16' 68' E. Hazard 25' Carrasco 62' Klavan 64' (öngól) Lukaku 83' 88' | (3–1) Jegyzőkönyv | Anier 29'  |

| Baldvin király Stadion, Brüsszel Nézőszám: 37 128 Játékvezető: Alexandru Tudor (román) |

| 2016. november 13. 20:45 (21:45 UTC+2) |

| Görögország                      | 1–1               | Bosznia-Hercegovina             |
| -------------------------------- | ----------------- | ------------------------------- |
| Papadópulosz 78′ Dzavélasz 90+5' | (0–1) Jegyzőkönyv | Karnézisz 32' (öngól) Džeko 78′ |

| Karaiszkákisz Stadion, Pireusz Nézőszám: 20 075 Játékvezető: Jonas Eriksson (svéd) |

| 2017. március 25. 18:00 (18:00 UTC+1) |

| Bosznia-Hercegovina                                    | 5–0               | Gibraltár |
| ------------------------------------------------------ | ----------------- | --------- |
| Ibišević 4' 43' Vršajević 52' Višća 56' Bičakčić 90+4' | (2–0) Jegyzőkönyv |           |

| Bilino Polje Stadium, Zenica Nézőszám: 8285 Játékvezető: Svein-Erik Edvartsen (norvég) |

| 2017. március 25. 18:00 (19:00 UTC+2) |

| Ciprus | 0–0         | Észtország |
| ------ | ----------- | ---------- |
|        | Jegyzőkönyv |            |

| GSZP Stadium, Nicosia Nézőszám: 3864 Játékvezető: Ville Nevalainen (finn) |

| 2017. március 25. 20:45 (20:45 UTC+1) |

| Belgium    | 1–1               | Görögország                                |
| ---------- | ----------------- | ------------------------------------------ |
| Lukaku 89' | (0–0) Jegyzőkönyv | Mítroglu 46' Tahcídisz 65′ Dzavélasz 90+5′ |

| Baldvin király Stadion, Brüsszel Nézőszám: 42 281 Játékvezető: Felix Brych (német) |

| 2017. június 9. 20:45 (20:45 UTC+2) |

| Bosznia-Hercegovina | 0–0         | Görögország |
| ------------------- | ----------- | ----------- |
|                     | Jegyzőkönyv |             |

| Bilino Polje Stadium, Zenica Nézőszám: 11 000 Játékvezető: Nicola Rizzoli (olasz) |

| 2017. június 9. 20:45 (21:45 UTC+3) |

| Észtország | 0–2               | Belgium                |
| ---------- | ----------------- | ---------------------- |
|            | (0–1) Jegyzőkönyv | Mertens 31' Chadli 86' |

| A. Le Coq Arena, Tallinn Nézőszám: 10 176 Játékvezető: John Beaton (skót) |

| 2017. június 9. 20:45 (19:45 UTC+1) |

| Gibraltár     | 1–2               | Ciprus                             |
| ------------- | ----------------- | ---------------------------------- |
| Hernandez 30' | (1–1) Jegyzőkönyv | Chipolina 10' (öngól) Sotiriou 87' |

| Estádio Algarve, Faro/Loulé (Portugália) Nézőszám: 488 Játékvezető: Nikola Popov (bolgár) |

| 2017. augusztus 31. 20:45 (20:45 UTC+2) |

| Belgium                                                                                   | 9–0               | Gibraltár |
| ----------------------------------------------------------------------------------------- | ----------------- | --------- |
| Mertens 16' Meunier 18' 61' 67' R. Lukaku 21' 38' 82' (11-esből) Witsel 27' E. Hazard 45' | (6–0) Jegyzőkönyv |           |

| Stade Maurice Dufrasne, Liège Játékvezető: Neil Doyle (ír) |

| 2017. augusztus 31. 20:45 (21:45 UTC+3) |

| Ciprus                               | 3–2               | Bosznia-Hercegovina  |
| ------------------------------------ | ----------------- | -------------------- |
| Christofi 65' Laban 67' Sotiriou 76' | (0–2) Jegyzőkönyv | Šunjić 33' Višća 44' |

| GSZP Stadion, Nicosia Játékvezető: Andre Marriner (angol) |

| 2017. augusztus 31. 20:45 (21:45 UTC+3) |

| Görögország | 0–0         | Észtország |
| ----------- | ----------- | ---------- |
|             | Jegyzőkönyv |            |

| Karaiskakis Stadium, Pireusz Játékvezető: Liran Liany (izraeli) |

| 2017. szeptember 3. 18:00 (19:00 UTC+3) |

| Észtország | 1–0               | Ciprus |
| ---------- | ----------------- | ------ |
| Käit 90+2' | (0–0) Jegyzőkönyv |        |

| A. Le Coq Arena, Tallinn Játékvezető: Adrien Jaccottet (svájci) |

| 2017. szeptember 3. 20:45 (21:45 UTC+3) |

| Görögország | 1–2               | Belgium                   |
| ----------- | ----------------- | ------------------------- |
| Zeca 73'    | (0–0) Jegyzőkönyv | Vertonghen 70' Lukaku 75' |

| Karaiskakis Stadium, Pireusz Játékvezető: Szymon Marciniak (lengyel) |

| 2017. szeptember 3. 20:45 (19:45 UTC+1) |

| Gibraltár | 0–4               | Bosznia-Hercegovina               |
| --------- | ----------------- | --------------------------------- |
|           | (0–1) Jegyzőkönyv | Džeko 35' 85' Kodro 65' Lulić 83' |

| Estádio Algarve, Faro/Loulé (Portugália) Játékvezető: Þorvaldur Árnason (izlandi) |

| 2017. október 7. 18:00 (17:00 UTC+1) |

| Gibraltár | 0–6               | Észtország                                    |
| --------- | ----------------- | --------------------------------------------- |
|           | (0–3) Jegyzőkönyv | Luts 10' Käit 30' Zenjov 38' Tamm 52' 65' 77' |

| Estádio Algarve, Faro-Loulé Játékvezető: Fran Jović (horvát) |

| 2017. október 7. 18:00 (18:00 UTC+2) |

| Bosznia-Hercegovina                | 3–4               | Belgium                                              |
| ---------------------------------- | ----------------- | ---------------------------------------------------- |
| Medunjanin 30' Višća 39' Dumić 82' | (2–1) Jegyzőkönyv | Meunier 4' Batshuayi 59' Vertonghen 68' Carrasco 84' |

| Stadion Grbavica, Szarajevó Játékvezető: William Collum (skót) |

| 2017. október 7. 20:45 (21:45 UTC+3) |

| Ciprus       | 1–2               | Görögország               |
| ------------ | ----------------- | ------------------------- |
| Sotiriou 18' | (1–2) Jegyzőkönyv | Mítroglu 24' Dziólisz 26' |

| GSZP Stadion, Nicosia Játékvezető: Alberto Undiano Mallenco (spanyol) |

| 2017. október 10. 20:45 (20:45 UTC+2) |

| Belgium                                                  | 4–0               | Ciprus |
| -------------------------------------------------------- | ----------------- | ------ |
| Eden Hazard 12' 63' Thorgan Hazard 52' Romelu Lukaku 78' | (1-0) Jegyzőkönyv |        |

|  |

| 2017. október 10. 20:45 (21:45 UTC+3) |

| Észtország       | 1–2               | Bosznia-Hercegovina   |
| ---------------- | ----------------- | --------------------- |
| Ilja Antonov 75' | (0-0) Jegyzőkönyv | Izet Hajrovic 48' 84' |

|  |

| 2017. október 10. 20:45 (21:45 UTC+3) |

| Görögország                                     | 4–0               | Gibraltár |
| ----------------------------------------------- | ----------------- | --------- |
| Toroszídisz 32' Mítroglu 61' 63' Gionniotas 78' | (1-0) Jegyzőkönyv |           |

|  |